# Souma (ort)
Souma är en ort i Algeriet.   Den ligger i provinsen Blida, i den norra delen av landet, 29 km söder om huvudstaden Alger. Souma ligger 151 meter över havet och antalet invånare är 40 745.
Terrängen runt Souma är varierad, och sluttar norrut.Runt Souma är det tätbefolkat, med 511 invånare per kvadratkilometer. Närmaste större samhälle är Blida, 8,8 km sydväst om Souma. 